# Groß Breesen (Lehrgut)
Groß Breesen war der Name eines nicht-zionistischen Ausbildungsgutes für junge deutsche Juden im schlesischen Dorf Groß Breesen (heute: Brzezno Trzebnica) bei Trebnitz. Es wurde 1936 von der damaligen Reichsvertretung der Deutschen Juden (Reichsvertretung) in Reaktion auf die beginnende Judenverfolgung der Nationalsozialisten eingerichtet und bestand bis 1942.

## Geschichte
Als im nationalsozialistischen Deutschland Jugendlichen aus jüdischen Familien die berufliche Ausbildung und der Besuch weiterführender Schulen zunehmend erschwert wurde, gründeten jüdische Verbände, vor allem die Reichsvertretung, ab 1934/35 Ausbildungsstätten für junge Auswanderungswillige. Hier sollten junge Menschen darauf vorbereitet werden, sich eine Existenz außerhalb Deutschlands zu schaffen. Die meisten dieser Stätten folgten der zionistischen Idee einer Rückkehr aller Juden nach Palästina, standen in der Tradition der Hachschara und waren von den auch in der Jüdischen Jugendbewegung populären Vorstellungen eines naturgemäßeren Lebens bestimmt. Im Frühjahr 1938 besuchten 5.520 Auszubildende (von schätzungsweise 60.000 deutschen Jugendlichen, die als Juden galten) 94 derartige Lehrstätten, in meist zweijährigen Kursen mit landwirtschaftlichem, handwerklichem und hauswirtschaftlichem Unterricht. Nach den Novemberpogromen 1938 sank ihre Zahl rapide.
Um auch Jugendlichen aus Familien, die der jüdischen Religion oder dem Zionismus fernstanden, die aber nicht weniger diskriminiert wurden, zu helfen, beschloss die Reichsvertretung die Gründung eines nicht-zionistischen Auswanderer-Lehrgutes. Pläne hierzu, die keine Festlegung auf Palästina als alleiniges Auswanderungsziel beinhalteten, wurden erstmals um die Jahreswende 1935/1936 bekannt und stießen sofort auf heftigen Widerstand. Am 14. Januar 1936 warf die zionistische Jüdische Rundschau die Fragen auf: „›Wo ist das Land, für das diese jungen Menschen ausgebildet werden sollen?‹ […] ›Wo ist ihre Gemeinschaftsaufgabe, die sie in der Welt zu erfüllen haben werden? Träger welcher Kultur sollen sie sein, wenn sie Deutschland verlassen?‹ Mit einem solchen Projekt […] sei ›weder den Menschen gedient, um die es sich handelt, noch auch der jüdischen Sache‹.“
Am 16. Januar 1936 beschloss die Reichsvertretung  unter dem Vorsitz von Leo Baeck dennoch die Gründung eines nicht-zionistischen Auswanderer-Lehrguts unter der Leitung von Curt Bondy. „Im Anfangsstadium sollten höchstens 125 Jungen und Mädchen dort eine Fachausbildung erhalten, die sich in Theorie und Praxis auf Landwirtschaft, Gartenbau, Handwerk und Hauswirtschaft konzentrierte. Zusätzlich war Unterricht in Fremdsprachen im Lehrplan vorgesehen. Hinzu kam die intensive Pflege der geistigen und kulturellen Tradition, und zwar - im Unterschied zu den zionistischen Lehrstätten - der deutschen wie der jüdischen, und die Bildung des Charakters der zukünftigen Lehrgangsteilnehmer.“ Über diesen Beschluss, der kurze Zeit später in die Gründung des Lehrguts Groß Breesen mündete, berichtete die Jüdische Rundschau in ihrer Ausgabe vom 21. Januar 1936.
Der Artikel referiert in seinem ersten Teil das der Zeitung zugegangenen „Communiqué“ über das Gründungs-Procedere für die „Jüdische Auswanderungsschule“ und benennt die daran beteiligten Personen – neben Leo Baeck unter anderem: Julius Seligsohn, Julius Brodnitz, Otto Hirsch, Leo Löwenstein, Ottilie Schoenewald, Max Moritz Warburg. Der davon abgesetzte zweite Teil beginnt mit dem Bezug auf den zuvor schon zitierten eigenen Artikel vom 14. Januar 1936. Es wird in ihm zunächst nicht auf Palästina als alleinigem Auswanderungsziel insistiert, da klar sei, „daß es nicht in der Lage ist, alle auswanderungsbereiten Juden aufzunehmnen, und daß es eine große Zahl von Menschen unter uns gibt, die für Palästina nicht qualifiziert sind. Darum haben die Bemühungen, neue Auswanderungsmöglichkeiten zu erschließen, Anspruch auf aktive Unterstützung durch alle Gruppen im jüdischen Leben.“ Die an dieses Statement anschließende Kritik entzündete sich einerseits an den angeblich unklaren Auswanderungsländern, zugleich aber auch an einer unterstellten Vorfestlegung auf Argentinien. Eigentlicher Angriffspunkt aber ist eine Passage aus einem Planungspapier von Curt Bondy vom 7. Januar 1936, in dem es geheißen haben soll:

„Wir meinen, daß es bei den Juden in Deutschland typische strukturelle Unterschiede gibt, und daß bestimmte Menschen nicht geeignet sind und es ihrer Arbeit nicht entspricht, vollkommen hebräisiert und weitgehend orientalisiert zu werden, wie das letzten Endes für die Menschen in Palästina notwendig ist. Diese Menschen werden ihre jüdische Grundhaltung und auch außerhalb Deutschlands die deutsche Kultur aufrecht erhalten wollen. Dies alles hindert jedoch nicht die lebendige Beziehung zu Palästina.“

Für eine zionistisch orientierte Zeitung ist der Vorwurf, wer nach Palästina auswandere werde „hebräisiert“ und „orientalisiert“ und zudem daran gehindert, dort möglicherweise die deutsche Kultur zu pflegen, kaum hinnehmbar. Polemisch wird in dem Artikel deshalb gefragt, ob es das Ziel des Auswanderlehrguts sei, „das Beispiel der Siebenbürgener Sachsen durch Juden in Südamerika nachahmen zu wollen“. Vehement wird deshalb, um der Gefahr der Entwurzelung zu begegnen, der „kulturellen Angleichung an die neue Heimat“ das Wort geredet. Um dabei, im Exil, die eigene Identität nicht zu verlieren, „bedarf es einer besonders guten jüdischen Fundierung, die in den bisher bekanntgewordenen Plänen für die neue Auswanderungsschule einigermaßen kurz wegkommt“. Indiz hierfür sei auch, dass zwar viele Fremdsprachen in der neuen Einrichtung gelehrt werden sollen, „dem Hebräischen als der Grundlage jüdischen Wissens“ aber kein Platz eingeräumt werde. All dies sei lediglich die Fortsetzung der „Lebenslüge von der ‚Heimat der Juden in der Welt‘, die für die ältere Generation zu einem tragischen Zusammenbruch führte“.
Mehr als das vermeintlich unpräzise Auswanderungsziel störte aus zionistischer Sicht allerdings das Festhalten an der deutschen Kultur. Wem das wichtig sei, der müsse eben hierbleiben, ausharren mit allen Konsequenzen:

„Wir können verstehen, daß eine Gruppe von Juden, deren Gefühle auch durch den tiefgehenden Wandel der Umwelt in der Beurteilung der Judenfrage nicht geändert worden sind, dagegen ist, daß sie selbst oder ihre Kinder Angehörige eines lebendigen jüdischen Volkes in Palästina werden. Daraus können sie die Konsequenz ziehen, auf ihrem Posten hier auszuharren, und wenn sie aus ökonomischen Gründen zur Auswanderung genötigt sind, dann müssen sie dies als ein tragisches Schicksal hinnehmen. Daraus jedoch eine Aktion der jüdischen Gesamtheit zu machen, für die öffentliche Mittel verwandt werden, und der Sache den Mantel einer – mehr als unklaren – Ideologie umzuhängen, scheint uns verfehlt und geeignet, die jüdische Oeffentlichkeit innerhalb und außerhalb Deutschlands zu verwirren.“

Trotz dieser Angriffe wurde bald darauf etwa 30 km nördlich von Breslau das Gut Groß Breesen von einer polnisch-jüdischen Familie gepachtet und noch 1936 im Rahmen des Umschichtungs-Konzept mit der Auswahl und Ausbildung von etwa 120 Jungen und Mädchen begonnen. Insgesamt gab es dort drei je zweijährige Kurse für insgesamt etwa 370 Jugendliche, zu einem größeren Teil Jungen; die angestrebte Ausgewogenheit zwischen Jungen und Mädchen wurde nie erreicht. 1942 wurde die Ausbildungsstätte von der Gestapo geschlossen.
Pläne zu einer gemeinsamen Auswanderung aller Breesener nach Übersee scheiterten. Vom ersten Kurs fanden die meisten 1937/1938 individuell einen Weg ins Ausland. Am 10. November 1938 wurde das Gut von SS-Männern überfallen. Die männlichen Mitglieder des zweiten Kurses, die Erzieher und fast alle Werkmeister wurden in das Konzentrationslager Buchenwald verschleppt. Nach sechs Wochen wurde fast die gesamte Gruppe mit der Verpflichtung zur sofortigen Emigration aus dem KZ entlassen. Groß Breesen existierte aber als Lehrstätte weiter und nahm nun 114 Teilnehmer für einen dritten Kurs auf. Diejenen von ihnen, die 1942 noch in Groß Breesen lebten, wurden in das KZ Auschwitz abtransportiert.

## Konzept und Bedeutung
Die Arbeit auf dem Gut, vor allem die Tätigkeit der „Praktikanten“ auf dem Feld, im Stall und Garten war schwer. Die meisten von ihnen waren Stadtkinder, sie sollten in zwei Jahren eine gründliche Ausbildung in landwirtschaftlicher Theorie und Praxis erhalten, und Groß Breesen war auf ihre Arbeitskraft angewiesen. Immerhin benötigte die Ausbildungsstätte schon nach einem Jahr keine weitere finanzielle Unterstützung durch die RV.
Über die Berufsausbildung hinaus gehörten die „bewusste Bejahung der jüdischen Tradition und das Bekenntnis zum deutschen Kulturerbe“ zu den Groß-Breesener-Erziehungsprinzipien. Sie waren vom Leiter des Projektes, dem Sozialpädagogen Curt Bondy, konzipiert worden, dem besonders viel daran lag, den Jugendlichen gefestigte moralische und ethische Grundsätze, Verantwortungsbewusstsein und die Fähigkeit zur kritischen Selbstreflexion mit auf den Weg in ihr neues und riskantes Leben zu geben. Bondy verwirklichte deshalb mit Unterstützung der übrigen Mitarbeiter und unter aktiver Beteiligung der Jugendlichen selbst ein umfangreiches kulturelles, musisches und geistiges Bildungs- und Diskussionsprogramm.
Viele der damals von ihm Ausgebildeten berichteten später, dass die Zeit in Groß Breesen für ihre Entwicklung entscheidend gewesen sei. Dies führten sie vor allem auf den Einfluss von Curt Bondy zurück. Dieser habe mit strengen Anforderungen, mit Zuwendung zu jedem Einzelnen und in offenen Aussprachen über die bedrohliche Situation den von ihren Eltern getrennten jungen Menschen ein Gefühl von Geborgenheit und Gemeinschaft gegeben. Bondy und seinem jungen Assistenten Ernst Cramer gelang es offenbar sogar im KZ Buchenwald, den hilfreichen Zusammenhalt der dorthin verschleppten Gruppe aufrechtzuerhalten.
Die Lehrgangsteilnehmer, die den Nationalsozialisten entkommen konnten, sind in alle Kontinente ausgewandert; Hans Rosenthal gründete in Rolândia gar die „Fazenda Nova Breesen“. Viele von ihnen blieben miteinander in Kontakt, vor allem durch hektographierte „Groß-Breesen Rundbriefe“ und „Gross-Breesen Letters“, die bis 2003 in unregelmäßiger Folge verschickt wurden. Viele dieser Rundbriefe und weiteres Material, z. B. über die Hyde Park Farm (den Versuch, Groß Breesen im amerikanischen Exil fortzusetzen), befinden sich in der „Harvey P. Newton Collection“.